# Correlizer
Correlizer — научный некоммерческий проект добровольных вычислений на платформе BOINC, использующий свободные вычислительные ресурсы на компьютерах добровольцев для исследования пространственной организации генома.

## O проекте
Исследовательской группой (в которой есть и наши люди из MIT) было показано, что цепочка ДНК в ядре клетки свёрнута в плотный шарик, не допуская при этом никаких узлов и связок, которые могут помешать клетке "читать" её собственный геном. В математических терминах, куски генома складываются в нечто похожее на кривую Гилберта.
Пространственная организация хромосом имеет решающее значение для регуляции генома. Это открывает новые аспекты регуляции генов, которые не были доступны для исследования ранее. Взаимосвязь формы генома с функцей гена может помочь объяснить связь между генами и болезнями, которые остаются в значительной степени необъясненными традиционной, сосредоточенной на нуклеотидных последовательностях геномикой.
Неизвестно также, как меняется форма генома. Судя по всему, это происходят постоянно во время перехода от стволовых клеток к взрослой клетке, а затем во время функционирования клетки.